# Học viện

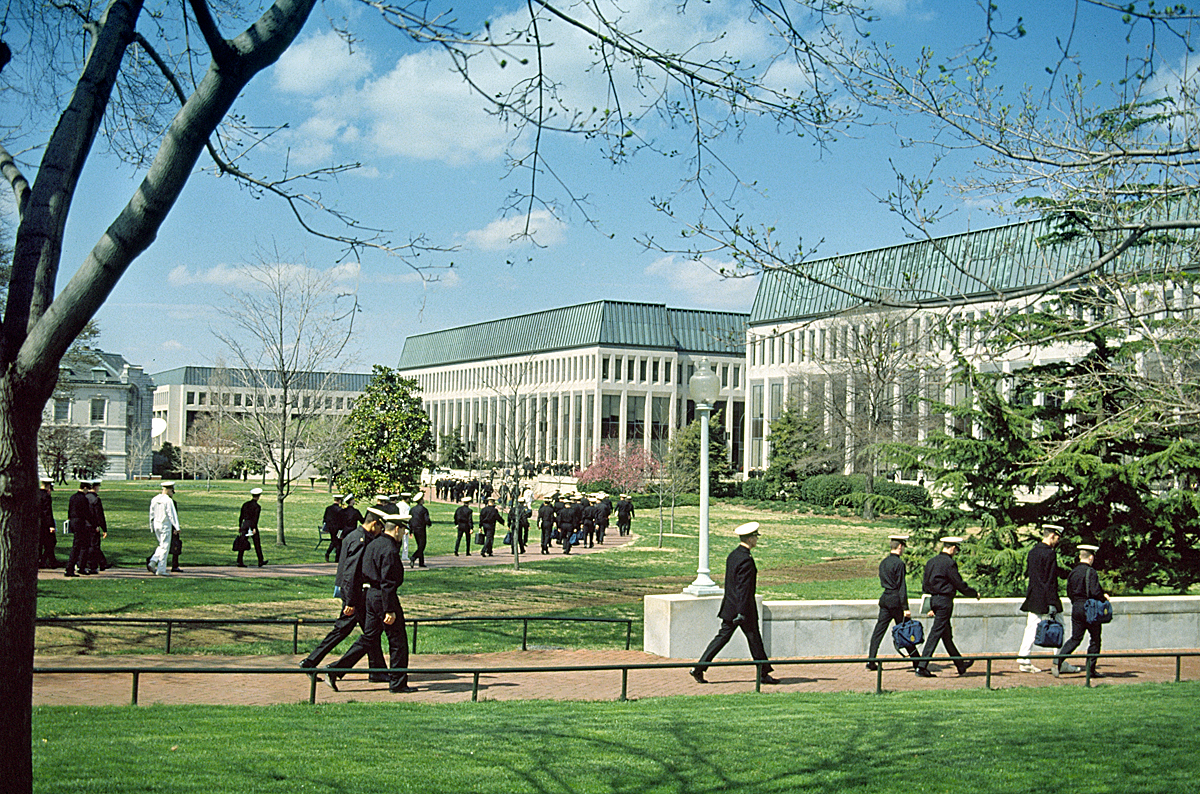
Khuôn viên Học viện Hải quân Hoa Kỳ.

Mục từ "Viện hàn lâm" dẫn đến bài viết này. Để tìm hiểu về cơ quan cùng tên thuộc về nhà nước phong kiến Á Đông thời xưa, xem bài Hàn lâm viện.
Học viện và viện hàn lâm đều có nghĩa là academy trong tiếng Anh (hay Ἀκαδημία trong tiếng Hy Lạp). Academy chỉ một cơ sở nghiên cứu và đào tạo (theo nghĩa như "học viện" trong tiếng Việt), hoặc một tổ chức nhằm thúc đẩy nghệ thuật, khoa học, văn chương, âm nhạc, hay một lĩnh vực văn hóa hay tri thức nào đó (thường gọi là "viện hàn lâm").
Tên gọi academy có nguồn gốc từ trường dạy triết học của triết gia Platon, thành lập vào khoảng năm 385 trước Tây lịch ở Akademia, đền thờ thần Athena (nữ thần của sự thông thái và sự khéo léo), nằm phía bắc Athens, Hy Lạp. Trong tiếng Việt, viện có nghĩa là nơi, sở.
Từ academy (học viện) còn được dùng trong tên gọi các trường tiểu học và trung học (như nhiều trường ở Scotland, một số trường ở Anh và Hoa Kỳ); và trong tên gọi các trường dạy nghề mang tính chất thương mại, như trường dạy múa hay khiêu vũ, trường dạy hớt tóc, trang điểm, v.v... Trong tiếng Pháp, académie còn có nghĩa là học khu, một đơn vị quản lý hành chánh về giáo dục.

## Học viện và viện hàn lâm ở Việt Nam
Thời Việt Nam Cộng hòa, học viện thường là cơ sở giáo dục đại học có tính chất như là trường chuyên nghiệp (professional school), ví dụ: Học viện Quốc gia Hành chánh (nơi đào tạo nhân viên hành chánh cao cấp cho chính phủ Việt Nam Cộng hòa, bậc đại học và sau đại học), Học viện Quốc gia Nông nghiệp (năm 1974 trở thành một trường thành viên của Viện Đại học Bách khoa Thủ Đức), v.v...
Ở Việt Nam hiện nay, học viện vừa đào tạo đại học, sau đại học vừa nghiên cứu chuyên sâu trong một lĩnh vực, một ngành trọng điểm quốc gia, như: Học viện Chính trị Quốc gia Hồ Chí Minh, Học viện Quốc phòng, Học viện Kỹ thuật Quân sự, Học viện Tài chính, Học viện Công nghệ Bưu chính Viễn thông, Học viện Ngân hàng, Học viện Ngoại giao, Học viện An ninh nhân dân, Học viện Cảnh sát Nhân dân, Học viện Nông nghiệp Việt Nam v.v...

Một buổi chào cờ tại Học viện Hải quân Việt Nam, ở Nha Trang.

Viện hàn lâm ở Việt Nam hiện nay là các cơ quan nghiên cứu. Hiện Việt Nam có ba đơn vị có tên là "viện hàn lâm", hai viện là cơ quan nghiên cứu trực thuộc chính phủ Việt Nam và một viện do các cá nhân thành lập:  
- Viện Hàn lâm Khoa học và Công nghệ Việt Nam, thành lập vào năm 2012, tiền thân là Viện Khoa học và Công nghệ Việt Nam (2004-2012), trước đó là Trung tâm Khoa học Tự nhiên và Công nghệ Quốc gia (1993-2004). Viện hàn lâm này có chức năng "nghiên cứu cơ bản về khoa học tự nhiên và phát triển công nghệ; cung cấp luận cứ khoa học cho công tác quản lý khoa học, công nghệ và xây dựng chính sách, chiến lược, quy hoạch phát triển kinh tế, xã hội; đào tạo nhân lực khoa học, công nghệ có trình độ cao theo quy định của pháp luật."[3]
- Viện Hàn lâm Khoa học xã hội Việt Nam, thành lập vào năm 2012, tiền thân là Viện Khoa học Xã hội Việt Nam (2003-2012), trước đó là Trung tâm Khoa học Xã hội và Nhân văn Quốc gia (1993-2003). Viện hàn lâm này có chức năng "nghiên cứu cơ bản về khoa học xã hội, cung cấp các luận cứ khoa học cho Đảng và Nhà nước trong việc hoạch định đường lối, chiến lược, quy hoạch, kế hoạch, chính sách phát triển nhanh và bền vững của đất nước theo định hướng xã hội chủ nghĩa; thực hiện tư vấn về chính sách phát triển; đào tạo sau đại học về khoa học xã hội; tham gia phát triển tiềm lực khoa học xã hội của cả nước."[4]

## Học viện và viện hàn lâm ở các nước khác
Ở các nước, viện hàn lâm quốc gia là những tổ chức dành cho các nhà khoa học, nghệ sĩ, hay nhà văn và nhà thơ. Một số viện hàn lâm quốc gia có thể không dùng chữ academy trong tên gọi của mình, chẳng hạn Hội Hoàng gia (Royal Society) của Anh. Thành viên của viện hàn lâm thường bao gồm những cá nhân xuất chúng trong những lĩnh vực có liên quan, những người được các thành viên khác bầu chọn, hoặc được chính phủ bổ nhiệm. Các viện hàn lâm này không phải là các trường học hay trường đại học, mặc dù một số viện hàn lâm có thể có một số hoạt động giảng dạy. Trong số các viện hàn lâm quốc gia thì Viện hàn lâm Pháp (Académie Française) có nhiều ảnh hưởng nhất.
Viện Hàn lâm Khoa học và Nghệ thuật Điện ảnh, tổ chức trao Giải Oscar hàng năm, là một ví dụ về một tổ chức thuần túy công nghiệp có sử dụng tên gọi viện hàn lâm. Còn các học viện, theo kiểu trường đại học, thì có Học viện Âm nhạc Hoàng gia (Royal Academy of Music) của Anh; Học viện Quân sự Hoa Kỳ ở West Point, New York; Học viện Hải quân Hoa Kỳ; Học viện Không quân Hoa Kỳ; và Học viện Quốc phòng Úc. Ở Hoa Kỳ còn có các học viện cảnh sát (police academies) để đào tạo cảnh sát.